# Kuula (chanson)

Kuula (Écoutez) est la chanson de l'artiste estonien Ott Lepland qui représente l'Estonie au Concours Eurovision de la chanson 2012 à Bakou, en Azerbaïdjan.

## Eurovision 2012
La chanson est sélectionnée le 3 mars 2012 lors d'une finale nationale.
Elle participe à la seconde demi-finale du Concours Eurovision de la chanson 2012, le 24 mai 2012.